# 脚本家一覧
脚本家一覧（きゃくほんかいちらん）は、脚本家の五十音順の一覧である。この一覧はウィキペディアに記事があるかを確認する便宜のためにあり、新規記事が到着したときにはここに追加される。
なお次に挙げるような人物は、ここでは扱わない。それぞれのページを参照のこと。
- アニメ作品専門の脚本家 - アニメ関係者一覧

この一覧に追加を行う方へ。記事を作成してから追加するようお願いします。

## 日本

### あ行
- 會川昇
- 相沢友子
- 四十物光男
- 青木江梨花
- あおしまたかし
- 青島幸男
- 赤尾でこ
- 赤根和樹
- 赤星政尚
- あかほりさとる
- 阿久根知昭
- 浅川美也
- 浅野妙子
- 浅野有生子
- 阿相クミコ
- 東隆明
- 足立紳
- 安達奈緒子
- 阿部和重
- 安部公房
- 安倍徹郎
- あみやまさはる
- 荒井修子
- 荒井晴彦
- 荒川稔久
- 嵐山光三郎
- 石井輝男
- 石川美香穂
- 石堂淑朗
- 石橋大助
- 石森史郎
- 伊上勝
- 池田成
- 池田政之
- 池田眞美子
- 池端俊策
- 石松愛弘
- 板倉真琴
- 伊丹あき
- 市川森一
- 井出安軌
- 伊藤和典
- いとう斗士八
- 伊藤康隆
- 犬塚稔
- 井上誠吾
- 井上敏樹
- 井上知幸
- 井上ひさし
- 井上美緒
- 井上由美子
- 猪爪慎一
- 伊吹一
- 伊福部崇
- 今井茂雄
- 今井詔二
- 今井雅子
- 入江信吾
- 岩間芳樹
- 上江洲誠
- 植竹須美男
- 上原正三
- 丑尾健太郎
- 腕トラ
- 梅田みか
- 内舘牧子
- 浦沢義雄
- 浦畑達彦
- 虚淵玄(ニトロプラス)
- 永六輔
- 江頭美智留
- 衛藤凛
- 榎戸洋司
- 江連卓
- 江夏由結
- 遠藤明範
- 遠藤彩見
- 旺季志ずか
- 大石静
- 大石哲也
- 大川俊道
- 大河内一楼
- 大迫純一
- 扇澤延男
- 大島里美
- 太田愛
- 大西信介
- 大野木寛
- 大野敏哉
- 大野靖子
- 大場小ゆり
- 大橋志吉
- 大橋慶三
- 大原清秀
- 大森寿美男
- 大森美香
- 岡田惠和
- 岡田麿里
- 岡野勇
- 岡本さとる
- 岡本貴也
- 小川英
- 小木曽豊斗
- 桶谷顕
- 奥寺佐渡子
- 尾崎将也
- 押川國秋
- 小原信治
- 面出明美
- 小山内美江子
- 小山田満月

### か行
- 開沼豊
- 柿原優子
- 角銅博之
- 影山由美
- 景山民夫
- 笠原和夫 (脚本家)
- 柏田道夫
- 柏原寛司
- 梶原阿貴
- 片渕須直
- 片山一良
- 桂千穂
- 加藤淳也
- 加藤祐司
- 加藤陽一
- 金杉弘子
- 金谷祐子
- 要ゆうじ
- 金子ありさ
- 金子茂樹
- 金子二郎
- 金子成人
- 金子裕
- 金城一紀
- 金城哲夫
- 叶希一
- 金巻兼一
- 鎌田敏夫
- 上代務
- 神永学
- 神山修一
- 神山由美子
- 鴨井達比古
- 川崎ヒロユキ
- 川瀬敏文
- 河田秀二
- 河原ゆうじ
- 川邊一外
- 河本瑞貴
- 香村純子
- 菅野友恵
- 木皿泉
- 岸川真
- 岸間信明
- 北川悦吏子
- 北川和歌子
- 北嶋博明
- きだつよし
- 木村暢
- 木下惠介
- 木下半太
- 君塚良一
- 金月龍之介
- 楠本柊生
- 宮藤官九郎
- 久保田唱
- 久保田雅史
- 蔵元三四郎
- 倉本聰
- 倉田英之
- 黒田洋介
- 桑田健司
- 桑村さや香
- ケラリーノ・サンドロヴィッチ
- 小池博史
- 黒土三男
- 高坂圭
- 後藤大輔
- 後藤法子
- 鴻上尚史
- 神波史男
- 神戸一彦
- 古沢良太
- 輿水泰弘
- 古怒田健志
- 小中千昭
- 故林広志
- 小林靖子
- 小林雄次
- 小山高生

### さ行
- 西条道彦
- 斉藤ひろし
- 齋藤貴義
- 佐伯俊道
- 酒井直行
- 酒井雅秋
- 坂本正吾
- 坂元裕二
- 阪口和久
- 櫻井圭記
- 佐々木浩久
- 佐々木守
- 笹野恵
- サタケミキオ
- 雑破業
- 佐藤大
- 佐藤卓哉
- 佐藤英一
- 佐藤博暉
- 佐野亨
- 沢村光彦
- 三条陸
- ジェームス三木
- 重森孝子
- 篠﨑絵里子
- 司馬元
- 渋谷悠
- 島田満
- 清水東
- 清水有生
- 志茂文彦
- 下山健人
- 首藤剛志
- 白石まみ
- 白根秀樹
- 新上博巳(鳥福志恵)
- 新藤兼人
- 秦建日子
- じんのひろあき
- 菅良幸
- 菅正太郎
- 杉村升
- 壽倉雅
- 鈴木太一
- 鈴木貴子
- 鈴木尚之
- 鈴木雅詞
- 鈴木やすゆき
- 関えり香
- 関沢新一
- 関島眞頼
- 関根アユミ
- 関根和美
- 関根聡子
- 関根俊夫
- 関本郁夫
- 千束北男
- 十川誠志
- 園田英樹

### た行
- 太一 (映像作家)
- だいもん孝之
- 高木登
- 高木裕治
- 高田宏治
- 高橋郁子
- 高橋ナツコ
- 高橋美幸
- 田上雄
- 高屋敷英夫
- 高山カツヒコ
- 高山直也
- 高橋悠也
- 滝晃一
- 瀧川晃代
- 瀧本智行
- 田口成光
- 田口章一
- 武上純希
- 田子明弘
- 龍居由佳里
- 田中壱征
- 田中佑和
- 田辺聖子
- 田波靖男
- 谷川俊太郎
- 田渕久美子
- 玉井豪
- 田村孟
- 千葉克彦
- 鄭義信
- つかこうへい
- 月村了衛
- 辻真先
- 筒井ともみ
- 都築真紀
- 土田英生
- 土屋斗紀雄
- 坪田文
- 鄭義信
- 寺田敏雄
- ときたひろこ
- 徳尾浩司
- 徳永友一
- 戸田博史
- 戸田山雅司
- とちぼり木
- 戸塚直樹
- 冨岡淳広
- 冨川元文
- 富田祐弘
- 豊島圭介
- 鳥居元宏

### な行
- 内藤誠
- 中岡京平
- NAKA雅MURA
- 長坂秀佳
- 中島かずき
- 中島貞夫
- 中島丈博
- 中瀬理香
- ながせきいさむ
- 中園ミホ
- 中谷まゆみ
- 中山智博
- 長野洋
- 長濱博史
- 中村修
- 成田良美
- なるせゆうせい
- 西荻弓絵
- 西園悟
- 西田征史
- 西村純二
- 根本ノンジ
- 野上龍雄
- 野木亜紀子
- 野沢尚
- 野島伸司
- 野田高梧
- 野田幸男
- 信本敬子
- 野村祐一

### は行
- はかま満緒
- 橋田壽賀子
- 橋部敦子
- 橋本以蔵
- 橋本忍
- 橋本裕志
- 橋本博行
- 長谷川圭一
- 長谷川菜穂子
- 長谷見沙貴
- 波多野都
- 畑嶺明
- 花登筐
- 花田十輝
- 羽原大介
- 原田泉
- 原田ゆう
- 早川正
- 早坂暁
- 林宏司
- 林民夫
- 林誠人
- 伴一彦
- 半澤律子
- 東直子
- 久松真一
- 兵頭一歩
- 平岩弓枝
- 平澤竹識
- 平野恒雄
- 平野靖士
- 平松正樹
- 深作欣二
- 深沢正樹
- 福田卓郎
- 福田靖
- 福田雄一
- 福田陽一郎
- 福永マリカ
- 藤岡美暢
- 藤咲あゆな
- 藤沢文翁
- 藤田伸三
- 藤村享平
- 藤本智司
- 藤本信行
- 布勢博一
- ふでやすかずゆき
- 古庄淳
- 古田求
- 古家和尚
- 北条千夏
- 本田光

### ま行
- 前川淳
- 前川洋一
- 前田司郎
- マギー （児島 雄一）
- 蒔田光治
- 正岡謙一郎
- まさきひろ
- 正塚晴彦
- ますもとたくや
- 待田堂子
- 松井亜弥
- 松枝佳紀
- 松田裕子
- 松本稔
- 真野勝成
- 丸尾みほ
- 丸茂周
- 三浦一尺
- 三木聡
- 右田昌万
- 三井秀樹
- 水谷あつし
- 水橋文美江
- 光益公映
- 三谷幸喜
- 水上清資
- 皆木達也
- 港岳彦
- 峯尾基三
- 三村渉
- 三宅隆太
- 宮田雪
- 宮村優子
- 向田邦子
- 武藤将吾
- 村橋明郎
- 村山功
- もとひら了
- 森下佳子
- 森田繁

### や行
- 矢城潤一
- 矢島大輔
- 矢島正雄
- 柳井隆雄
- 大和屋暁
- 山内久
- 山浦弘靖
- 山口和彦
- 山口宏
- 山口亮太
- 山田太一
- 山田隆司
- 山田信夫
- 山田典枝
- 山田靖智
- 山田由香
- 山田洋次
- 山辺健史
- 山元清多
- 山本優
- 山本寛
- 遊川和彦
- 雪室俊一
- 横沢丈二
- 横内謙介
- 横谷昌宏
- 横手美智子
- 横光晃
- 吉岡たかを
- 吉澤智子
- 吉高寿男
- よしだあつこ
- 吉田剛
- 吉田智子
- 吉田伸
- 吉田紀子
- 吉田玲子
- 吉野弘幸
- 吉村元希
- 吉本昌弘
- 米村正二

### ら行
- りあん
- RYUJU

### わ行
- 若木康輔
- 和田夏十
- 渡辺あや
- 渡邊大輔
- 渡辺千明
- 渡辺千穂
- 渡辺流久里
- 渡邉睦月
- 渡辺雄介

## 日本国外
- イヴァン・アタル（フランス）
- イ・チャンドン（韓国）
- ウォン・カーウァイ（中国）
- クエンティン・タランティーノ（アメリカ）
- グレアム・ヨスト（アメリカ）
- シェーン・ブラック（アメリカ）
- ジェームズ・キャメロン（アメリカ）
- ジャッキー・マーチャンド（アメリカ）
- ジャド・リン（アメリカ）
- シュキ・レヴィ（アメリカ）
- ジョー・エスターハス（アメリカ）
- ダグラス・スローン（アメリカ）
- チャーリー・カウフマン（アメリカ）
- デビッド・コープ（アメリカ）
- マイケル・クライトン（アメリカ）
- ロン・バス（アメリカ）